# ふれんどバス

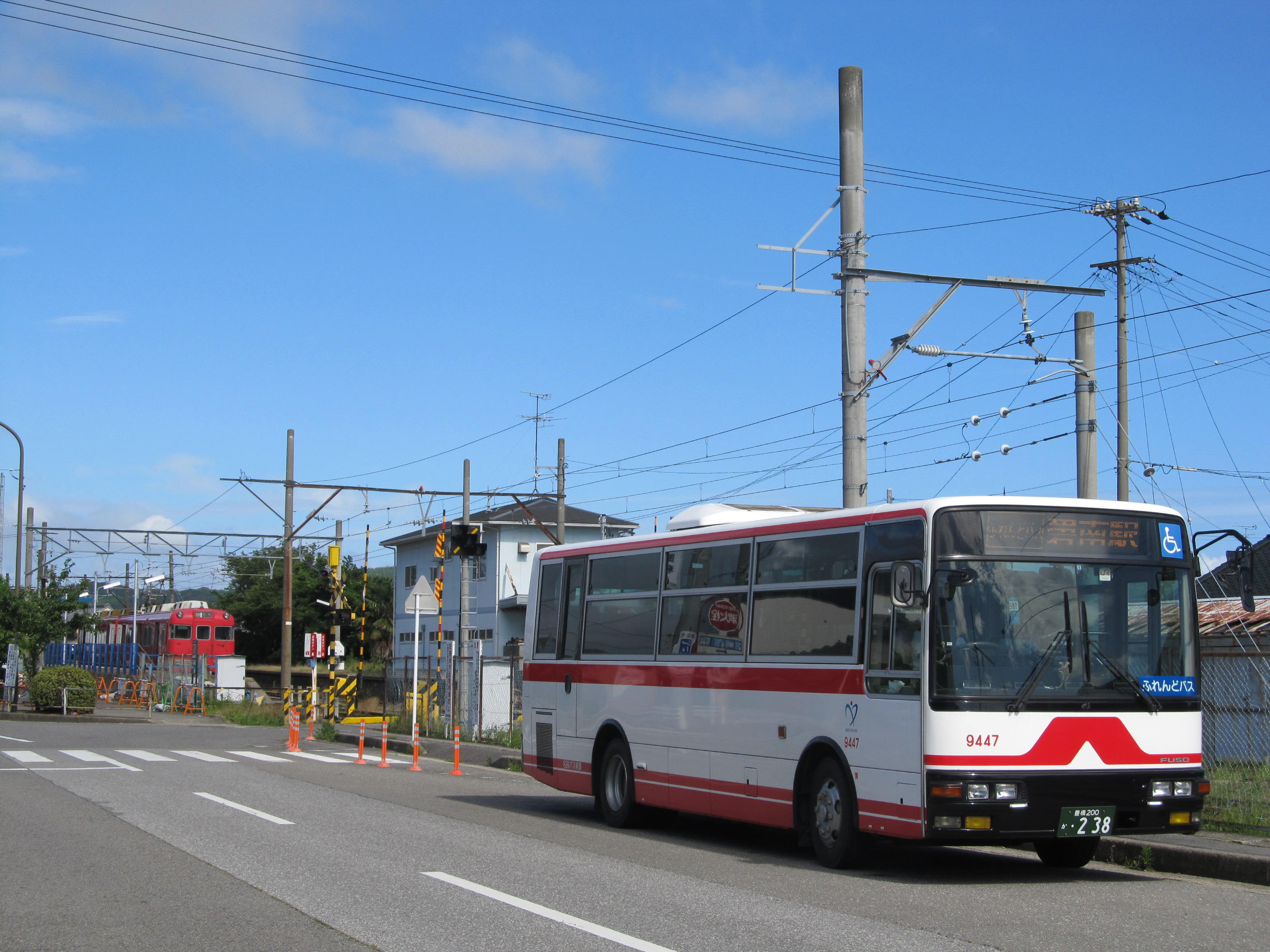
ふれんどバス（碧南駅行き）
名鉄吉良吉田駅のバス停で電車連絡のため時間調整する

ふれんどバスは、愛知県碧南市・西尾市の2市による「ふれんどバス運行協議会」が運行するコミュニティバス（廃止代替バス）。名鉄バス（蒲郡管理所）に運行を委託している。

## 概要
2004年（平成16年）4月1日、名鉄三河線の一部区間（碧南 - 吉良吉田間）の廃止に伴う鉄道廃止代替バスとして、沿線自治体の碧南市・西尾市・幡豆郡一色町（現：西尾市）・同郡吉良町（現：西尾市）からなる「ふれんどバス運行協議会」により運行開始された。

### 成果と課題
本来、バス転換される場合は従来の鉄道運賃より割高になる傾向があるが、鉄道路線維持のために赤字補填していた年間2億円といわれた額に対し、バスの運行維持費が数分の1だったために利便性を優先して運賃を低く抑えた。それでも利用者数は鉄道当時の2割弱に落ち込んでおり、2010年（平成22年）の報告では年間およそ24万人の利用があったが、同年実績で運行協議会が4418万円、国と県が1206万円の補助金を拠出している。運行頻度は平日の朝夕は毎時2 - 3本、それ以外は毎時1本で、始発が5時台から最終が22時台と鉄道当時のダイヤに近い形で設定されていて、碧南と吉良吉田で鉄道路線に連絡している。
碧南駅・吉良吉田駅での鉄道路線への連絡以外に、沿線の高校への通学手段を確保する意味もあり、路線開設に当たって鉄道の西一色駅の代わりに一色高校西停留所を設置、さらに吉良吉田駅 - 吉良高校を延長し、運賃も高校生と18歳未満までを小人料金としている。
開業当初に比べ停留所数も増加した。当初は旧三河楠駅に該当するバス停として、平坂港前バス停を設置したが、住民の要望もあり、2005年（平成17年）4月1日に楠村バス停が新設された（その他の詳細は同項沿革を参照）。また停留所の利便性を高めるため、西尾市内では複数の停留場に近接する形で無料の駐輪スペース整備（パークアンドライド）が進められている。
ふれんどバス運行協議会の2市による運行費用負担の割合は、各自治体の均等割と市域内の運行距離割、停留所数割を按分して算出することとしている。そのため自治体が希望して自らの市域内にバス停留所を増設した場合は、その自治体が運行費用増を自己負担することになるが、希望した路線延長や停留所増設が他市域に及ぶ場合は、延長や増設をされた市の負担になってしまう。
また、ふれんどバスのルートに比較的近接していた西尾線の三河荻原駅（2006年廃止）に対する、バスルート変更・延伸による補完や、地域活性化の経済効果を考えて吉良温泉までの路線延伸などの要望も挙がっていたが、これらは運行費用負担の問題以前に、バス事業の三河線廃止区間の代替という主旨から逸脱することもあり、協議会事務局では実現は困難としている。

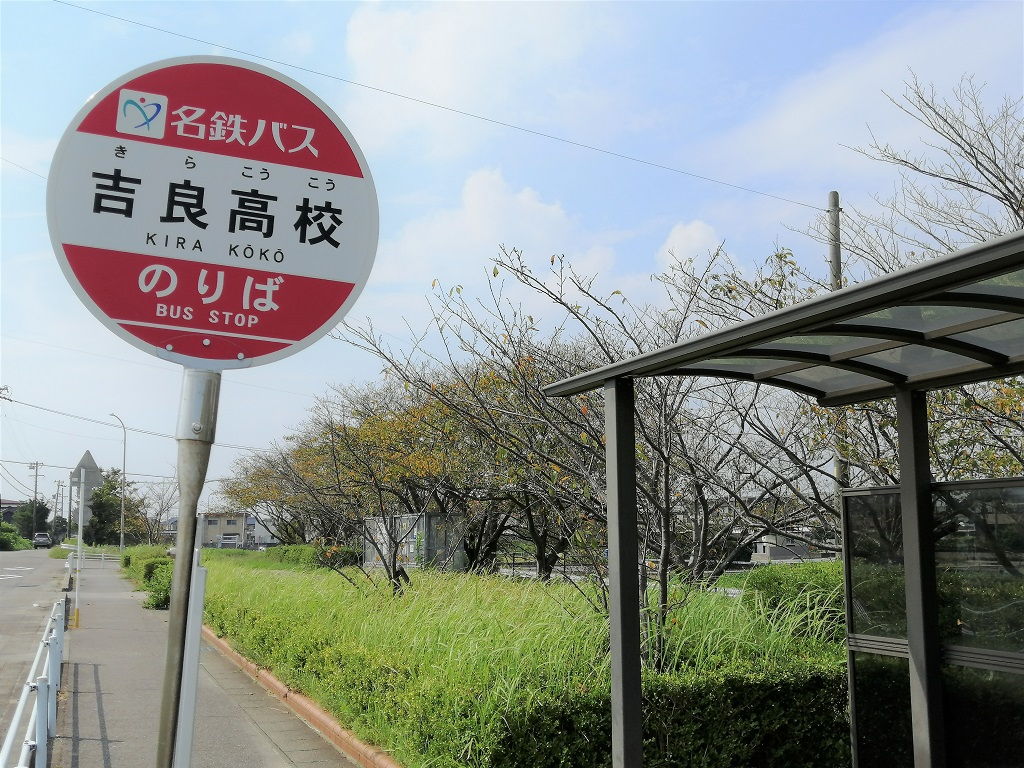
吉良高校バス停
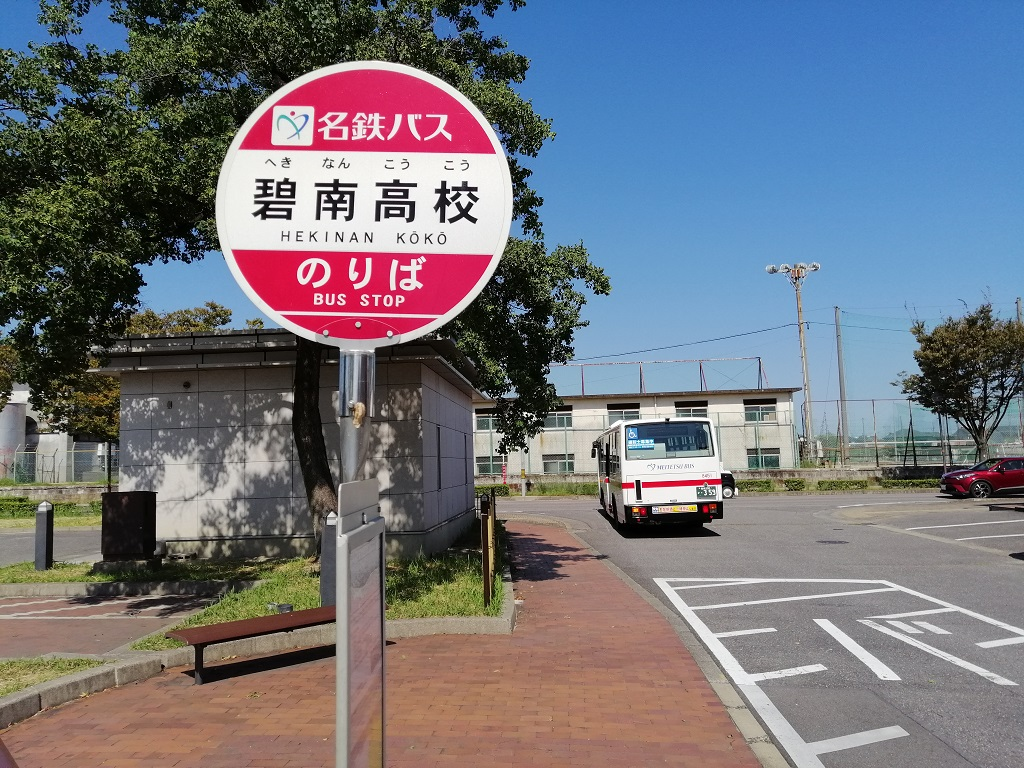
碧南高校バス停

## 沿革
- 2004年（平成16年）4月1日：碧南市・西尾市・幡豆郡一色町（現：西尾市）・同郡吉良町（現：西尾市）からなる「ふれんどバス運行協議会」により運行開始[1]。運行を名鉄東部観光バスへ委託[1]。
- 2005年（平成17年）4月1日：西小梛、楠村、刈宿、一色公民館東、味浜西の各停留所を新設し、巨海、寺津二ツ家前（寺津大明神から改称）の各停留所を移設。
- 2008年（平成20年）7月1日：名鉄東部観光バスが名鉄バス東部へ営業譲渡。運行委託先が名鉄バス東部となる。
- 2009年（平成21年）4月1日：大島停留所を新設。
- 2011年（平成23年）4月1日：一色町、吉良町が西尾市に編入合併。ふれんどバス運行協議会を構成する自治体が西尾市と碧南市の2市になる。
- 2017年（平成29年）10月1日：「一色町公民館東」停留所を「一色町公民館」に改名して移設[3]。
- 2018年（平成30年）4月1日：碧南高等学校まで延伸[4]。
- 2018年（平成30年）7月1日：名鉄バス東部が名鉄バスに吸収合併されたことに伴い、運行委託先を名鉄バス東部から名鉄バスへ変更。名鉄バス蒲郡管理所（旧名鉄バス東部蒲郡管理所）が運行を担当。
- 2020年（令和2年）
  - 9月30日：交通系ICカード導入に伴い、専用回数乗車券を販売終了[5]。
  - 10月1日：交通系ICカード「manaca」および「TOICA」など交通系ICカード全国相互利用サービス対応カードが利用可能となる[5]。ICカード導入に伴い回数乗車券の販売を2020年9月30日で終了[5]。

## 運行内容

### 運賃・乗車券類
運賃は均一運賃で、大人200円、小人100円、未就学児は無料。
均一運賃だが乗車方式は後乗りで、降車時に運賃を支払う。整理券はmanacaを利用しないすべての乗客が取り、降車時に運賃と共に料金箱に入れる。
大人用定期券（1か月6,000円）は持参人方式で購入者本人でなくとも利用可能。通学定期券（1か月3,000円）は大学等への通学なら18歳以上でも利用できる（ただし通学証明書などが必要）。manaca導入後も定期券は紙式のままであり、ICカードに載せることはできない。
運行開始の2004年（平成16年）からトランパス、SFパノラマカード、名鉄バスカードなどの乗車カード、およびmanacaは利用できなかったが、2020年10月1日より交通系ICカード「manaca」および「TOICA」など交通系ICカード全国相互利用サービス対応カードが利用可能となった。また交通系ICカード導入に伴い、同年9月30日をもって専用回数乗車券（100円券22枚綴り2,000円）の販売を終了した。
manacaで乗車する場合、他の名鉄バス路線と同様に碧南駅または吉良吉田駅で90分以内に乗り継ぐと80円割り引かれる。マイレージポイントも同様に対象になる。また他の名鉄バス路線と同様に「シルバーパス65」「ゴールドパス70」での乗り放題の対象にもなっている。
| 区分 | 運賃  | 2020年9月30日まで | 2020年10月1日以降                     |
| ---- | ----- | ----------------- | ------------------------------------- |
| 大人 | 200円 | 18歳以上          | 12歳以上（中学生以上）                |
| 小児 | 100円 | 6から17歳         | 6から11歳（小学生）                   |
| 幼児 | 無料  | 0から5歳          | 1歳から5歳（3人目から小児運賃が必要） |
| 乳児 | 無料  | －                | 0歳                                   |

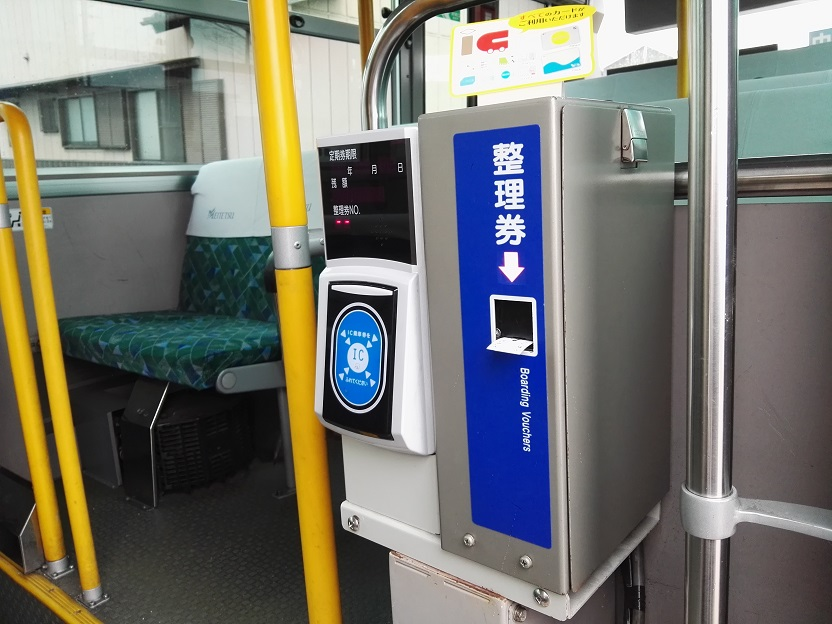
整理券発行機（2020年10月1日より交通系ICカードが利用可能）
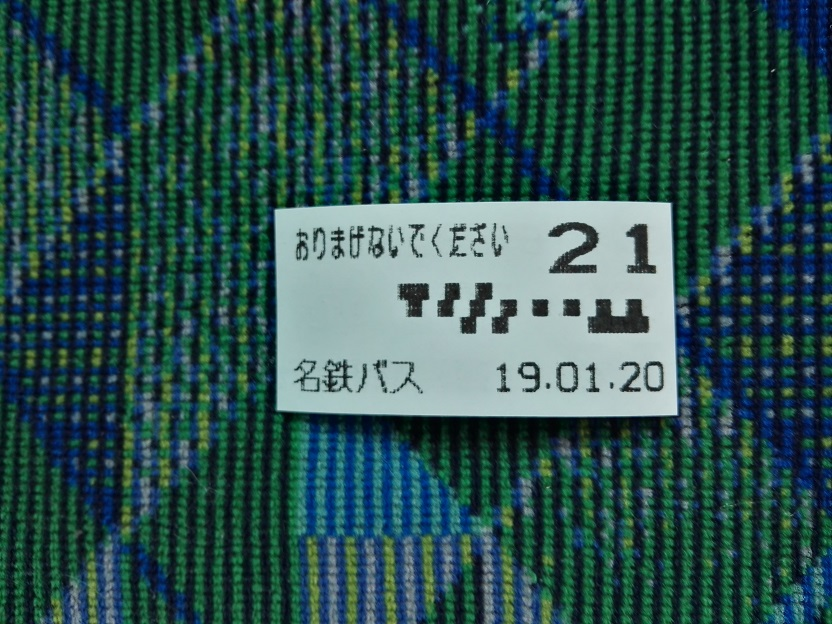
整理券
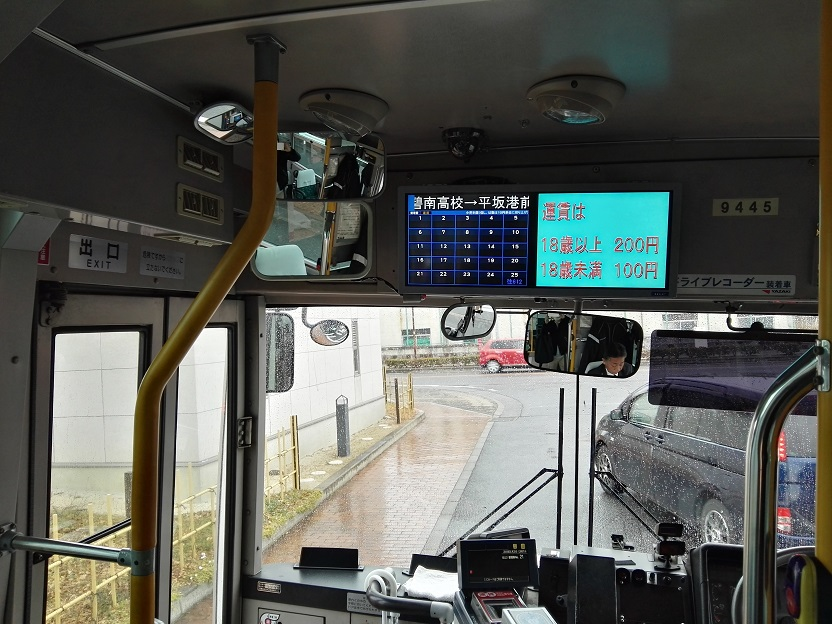
ふれんどバス 車内

## 路線

### 現行路線
碧南高校 - 碧南駅 - 毘沙門 - 棚尾橋西 - 西小梛 - 平坂郵便局前 - 平坂小南 - 平坂港前 - 楠村 - 寺津二ツ家 - 寺津神社前 - 巨海 - 刈宿 - 一色高等学校西 - 味浜西 - 大宝橋 - 一色町公民館 - 松木島 - 大島 - 吉良吉田駅 - 吉良高等学校
- 停留所数：21
- 全区間の所要時間：40 - 57分[注 1]

## 車両
名鉄バス蒲郡管理所が保有する車両を使用する。このため走行区間は三河ナンバー区域だが豊橋ナンバーの車両が使用される。

## 利用状況
年間の利用者数は以下のように推移している。また各年度は前年10月から9月となっている。
| 年度 | 利用者数 |
| ---- | -------- |
| 2013 | 252,718  |
| 2014 | 268,623  |
| 2015 | 270,867  |
| 2016 | 279,270  |
| 2017 | 290,367  |
| 2018 | 303,966  |
| 2019 | 304,975  |
| 2020 | 242,809  |